# Abense-de-Bas
Pour les articles homonymes, voir Abense.
Abense-de-Bas est une ancienne commune française du département des Pyrénées-Atlantiques. En 1842, la commune fusionne avec Viodos pour former la nouvelle commune de Viodos-Abense-de-Bas.

## Géographie

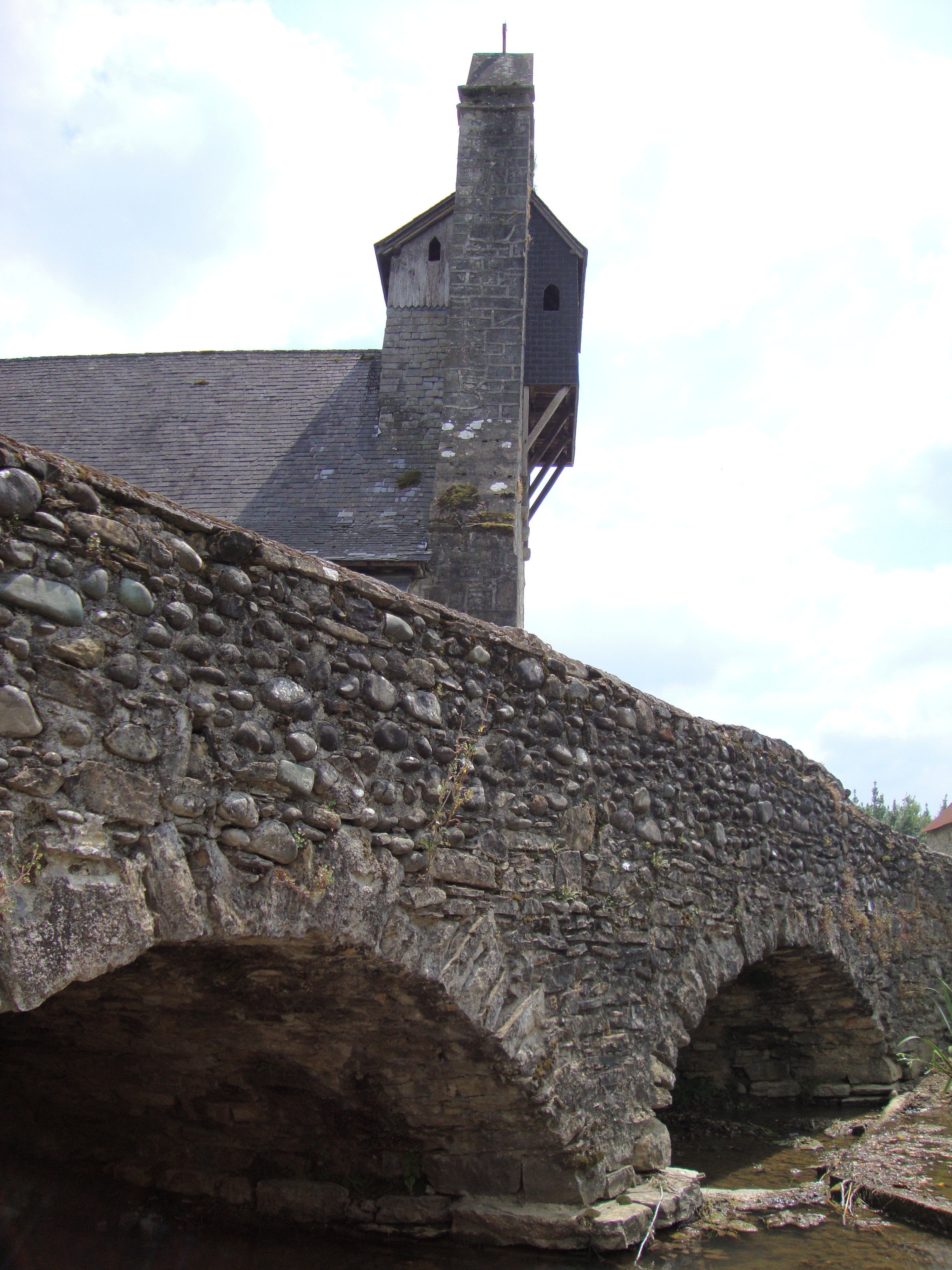
Abense, clocher avec caisse de résonance

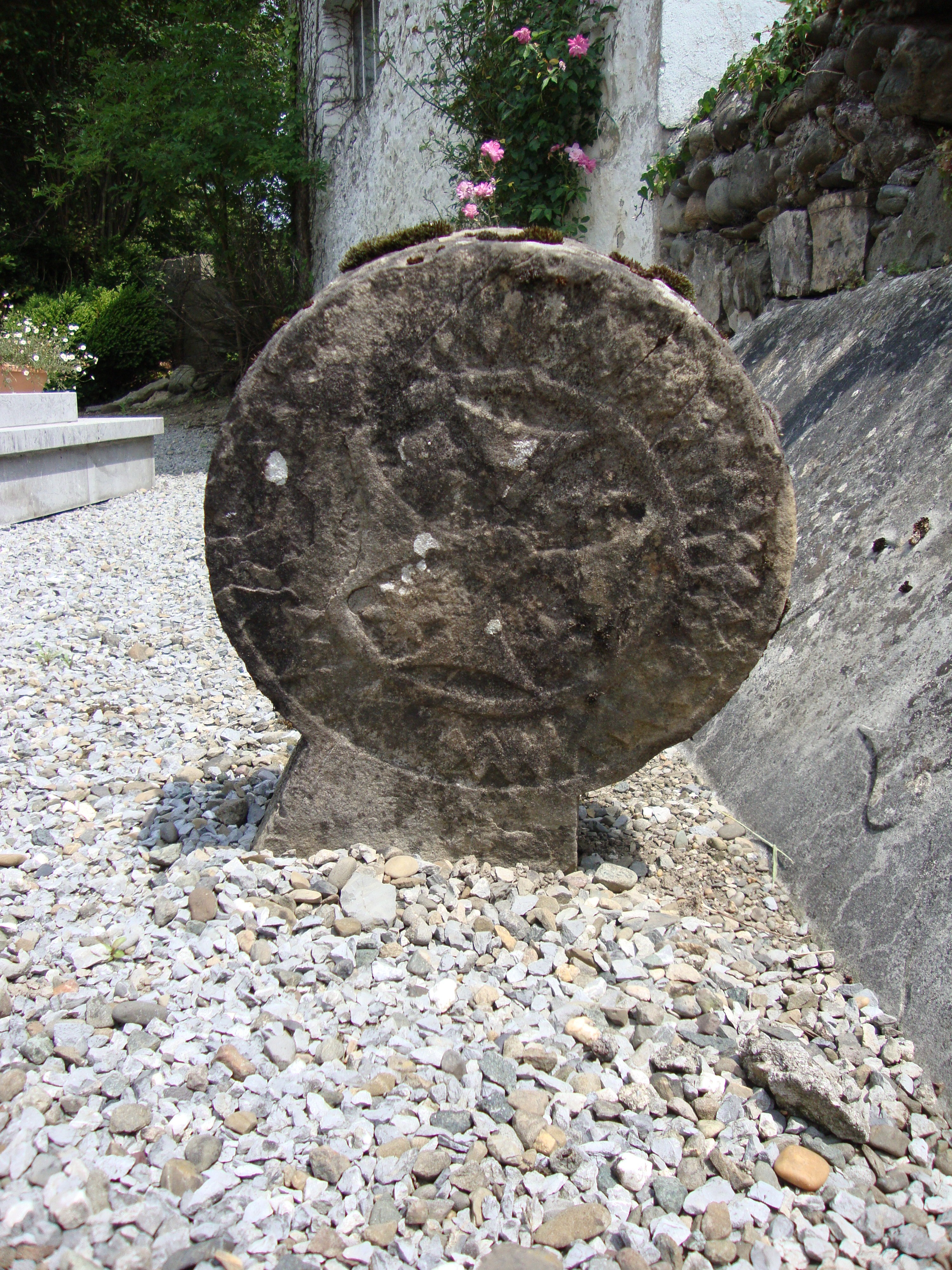
Abense, stèle discoïdale ancienne

Abense-de-Bas est un village de la province basque de Soule.

## Toponymie
Le toponyme Abense-de-Bas apparaît sous les formes
Ohense (1337),
Abenssa dejus Mauleon et Avensa (respectivement vers 1460 et en 1496, contrats d'Ohix),
Avense (1496, 1520 et 1690),
Beata Maria d'Abence Inferioris (1658, insinuations du diocèse d'Oloron),
Oense (1690),
Abense Mas (1793, ou an II) et
Abeuse (1801, Bulletin des lois).
Abense-de-Bas se dit Onizepe(a) ou Omizepe(a) en basque.
Jean-Baptiste Orpustan propose l'évolution suivante de l'éthymon basque Oniz en langue romane : oniza > oníse > oénse > auénse > abense. La base du nom serait l'oronyme ona.

## Démographie
| 1793 | 1800 | 1806 | 1821 | 1831 | 1836 |
| ---- | ---- | ---- | ---- | ---- | ---- |
| 265  | 264  | 314  | 287  | 260  | 270  |

## Pour approfondir